# دعم الولايات المتحدة للعراق خلال الحرب العراقية الإيرانية
تشمل دعم الولايات المتحدة للعراق خلال حرب الخليج الأولى ضد إيران ما بعد الثورة الإسلامية الإيرانية، مساعدات اقتصادية بقيمة مليارات الدولارات من المساعدات الاقتصادية وبيع التكنولوجيا ذات الاستخدام المزدوج والاسلحة من خارج الولايات المتحدة والاستخبارات العسكرية وتدريب العمليات الخاصة.
استخدمت الولايات المتحدة رجالا متوسطين في جميع مبيعات الأسلحة إلى العراق خلال الحرب.
قد أدت الثورة التي قادها روح الله الخميني في إيران عام 1979 والتي أطاحت بحكم الشاه، ثم بدء الحرب العراقية – الإيرانية (1980 – 1988) إلى تغيير كبير في العلاقات الأمريكية – العراقية.
بالنسبة للولايات المتحدة، انتهت إستراتيجية الاعتماد على قوة إقليمية تناط بها مهمة حماية المصالح الأمريكية في المنطقة، وتحددت الاستراتيجية الأمريكية الجديدة تجاه الخليج فيما عرف «بمبدأ كارتر» الذي قدم الرئيس الأمريكي السابق أبعاده في مطلع عام 1980 بإقرار الولايات المتحدة حماية مصالحها بنفسها من خلال قوة للتدخل السريع في منطقة الخليج.
وبالنسبة للعراق، قال معتز سلامة "فنزولا على ظروف الحرب العراقية الإيرانية (1980 – 1988) وحاجته الماسة للدعم الأمريكي تآكلت الطاقة الراديكالية للنظام في الصراع العربي - الإسرائيلي وأعلن الرئيس صدام حسين قبوله بخيار الدولتين الفلسطينية والإسرائيلية وهو موقف امتدحته واشنطن، كما أن علاقاته مع الاتحاد السوفييت تراجعت في ظل الرغبة السوفييتية في التقارب مع إيران وامتناعه عن تقديم الأسلحة للعراق بموجب اتفاقية الصداقة والتعاون ين البلدين... الاعتدال العراقي زمن الحرب مع إيران بشأن إسرائيل تراجع ثانية بعد انتهاء الحرب، فأخذ العراق يتجه للتشدد ويقود لواء المراجعة في السياسة العربية خصوصا خلال سنتي 1989 و 1990.
 أما وزير التجارة العراقي فقد روى عن حامد يوسف حمادي قوله إن صدام حسين تسلّم رسالة ذُكر فيها «ونحن لا نطلب منك أن تقبل بمشروع التسوية بين إسرائيل والفلسطينيين ولا أن تكون جزءا منه ولكن الذي نطلبه أن تكف يدك عن إسرائيل وأن لا تتدخل بين الطرفين في حل الموضوع وتتخلى عن موقفك المتشدد» فكان جواب صدام حسين «واللهِ لَو وَضعوا الشَّمسَ في يميني والقمرَ في يساري علَى أن أتركَ هذا الأمرَ ما تركتُهُ حتَّى يُظهرَه اللهُ أو أهلِكَ دونه».
لم يكن دعم الحكومة الأمريكية للعراق سرا، وكثيرا ما نوقش في جلسة مفتوحة لمجلس الشيوخ الأمريكي ومجلس النواب الامريكى. وفي 9 حزيران/يونيو 1992، أفاد تيد كوبيل أن "إدارات ريغان/بوش سمحت - وكثيرا ما تشجع - بتدفق الأموال والائتمانات الزراعية والتكنولوجيا ذات الاستخدام المزدوج والمواد الكيميائية والأسلحة إلى العراق.

## دعم

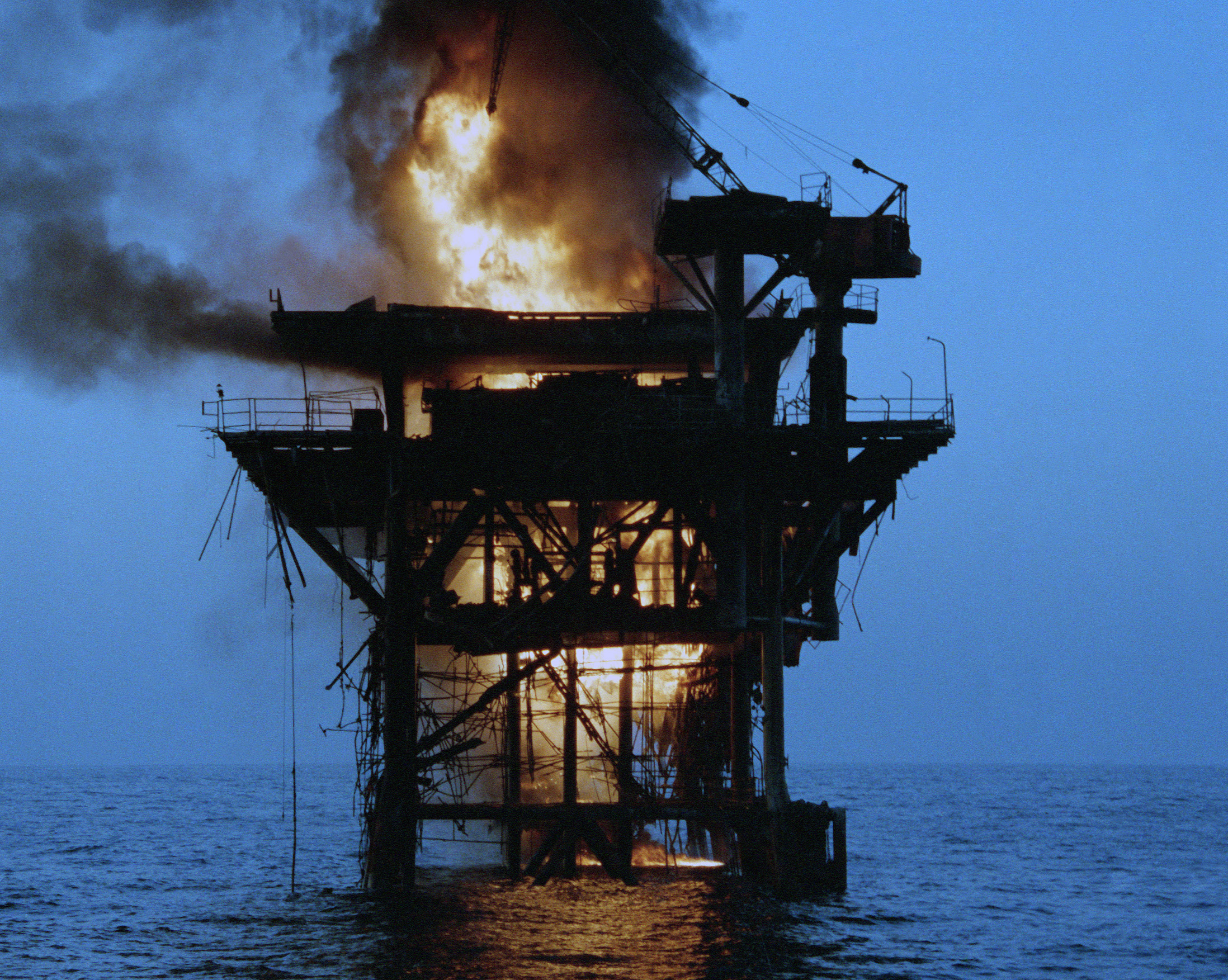
منصة النفط الإيرانية، رستم، بعد أن قصفت من قبل أربعة مدمرات تابعة للبحرية الأمريكية في عملية الرامي الرشيق

وبحلول منتصف عام 1982، تحول زخم الحرب بشكل حاسم لصالح إيران. وروى المحلل في وكالة المخابرات المركزية بروس ريدل: «كان لديك فقط سلسلة من الهزائم العراقية الكارثية، وقد تم إخراجهم من إيران، وكان الجيش العراقي يبدو وكأنه يتناقص». وخافت إدارة ريغان من أن الجيش الإيراني قد ينتقل عبر العراق إلى حقول النفط في الكويت والمملكة العربية السعودية". ثمّ فيليوتس "مساعد وزير الخارجية لشؤون الشرق الأدنى وشؤون جنوب آسيا«، أوضح سيناريو كابوس يغزو فيه الإيرانيون العراق، ويهزمون العراق، ثم يتوجهون مباشرة إلى إسرائيل، التي يصرفها ويضعفها مغامرتها المستمرة في لبنان». ونتيجة لذلك، تخلت الولايات المتحدة تدريجيا عن سياسة الحياد.
وفي شباط / فبراير 1982، أزيل العراق من قائمة وزارة خارجية الدول الراعية للإرهاب لتخفيف نقل التكنولوجيا المزدوجة الاستخدام إلى ذلك البلد. وقال الصحافي الاستاذ الآن فريدمان ان وزير الخارجية الكسندر هيغ «يشعر بالضيق من ان القرار اتخذ في البيت الابيض رغم ان وزارة الخارجية هي المسؤولة عن هذه القائمة». ويقال أن هيج اشتكى:«لم تتم استشارتي». في آذار / مارس، وقع الرئيس رونالد ريغان مذكرة دراسة الأمن القومي (نسم) 4-82 تسعى إلى «مراجعة السياسة الأمريكية تجاه الشرق الأوسط» - وفي يونيو / حزيران وقع ريغان توجيهات الأمن القومي (نسد) وقال هوارد تيتشر، المسؤول في المجلس الذي قرر: «لا يمكن للولايات المتحدة أن تسمح للعراق بخسران الحرب على إيران».
وعملا بهذا التوجيه، وصل توماس تويتن إلى بغداد في 27 يوليو / تموز ليشارك صور الأقمار الصناعية لوكالة المخابرات المركزية مع المخابرات العراقية حول تحركات القوات الإيرانية. وقال برزان تكريتي رئيس المخابرات في مقابلة مع «تويتون» إن «هذا هو أول توفير المعلومات الاستخباراتية الأميركي للعراق». وفي أواخر عام 1983، اختار ريغان دونالد رامسفيلد مبعوثا له إلى الشرق الأوسط؛ والتقى رامسفلد صدام حسين في بغداد في كانون الأول/ديسمبر 1983 وآذار/مارس 1984 «. وفي 26 تشرين الثاني/نوفمبر 1984، استعاد العراق والولايات المتحدة العلاقات الدبلوماسية بينهما.»
تمثل الدعم الأمريكي للعراق أثناء الحرب العراقية الإيرانية في خمسة أشكال:
- أولا: الدعم المباشر الاستخباراتي والمعلوماتي والعسكري.
- ثانيا: الدعم من خلال حلفاء.
- ثالثا: الدعم من خلال فرض حصار على إيران لعدم استيراد السلاح.
- رابعا: السكوت عن جرائم العراق باستخدام الأسلحة الكيماوية ضد القوات الإيرانية.
- خامسا: التدخل المباشر لتعديل ميزان الحرب وأحيانا الهجوم المباشر على مواقع إيرانية. فعلت الولايات المتحدة ذلك في ظل إستراتيجية وسياسة لميزان القوى بين الطرفين، حيث اعتبرت الحرب فرصة لإضعاف الطرفين.

وفي عام 1987 تدخلت الولايات المتحدة مباشرة بعد أن هاجمت الزوارق الإيرانية السرية ناقلات النفط لدول الخليج. فدمرت السفن الحربية الأمريكية في إبريل 1987 رصيفين بتروليين عائمين تابعين لإيران وعندما تعرضت لها السفن الإيرانية أغرقت البحرية الأمريكية 3 مدمرات وأصابت فرقاطتين إيرانيتين أخريين.
ووفقا لبيان تيتشر الصادر عام 1995 والمقابلات المنفصلة مع مسؤولين سابقين في إدارة ريغان وبوش، فقد وجهت المخابرات المركزية سرا الأسلحة والمكونات التقنية الفائقة إلى العراق من خلال جبهات كاذبة وأطراف ثالثة ودية مثل الأردن والسعودية ومصر والكويت، وشجعوا تجار الأسلحة المارقة وغيرها من الشركات العسكرية الخاصة أن تفعل الشيء نفسه:
وقد دعمت الولايات المتحدة بنشاط المجهود الحربي العراقي من خلال تزويد العراقيين بمليارات الدولارات من خلال تقديم الاستخبارات العسكرية الأمريكية والمشورة للعراقيين ومراقبة عن كثب لمبيعات الأسلحة من البلاد الثالثة للعراق للتأكد من أن العراق يمتلك الأسلحة العسكرية المطلوبة. وقدمت الولايات المتحدة أيضا المشورة التشغيلية الاستراتيجية للعراقيين لاستخدام أصولهم بشكل أفضل في القتال... وكالة المخابرات المركزية، بما في ذلك كلا من مدير وكالة المخابرات المركزية كايسي ونائب المدير غيتس، کانوا على علم ووافقوا وساعدوا في بيع الأسلحة العسكرية من خارج الولايات المتحدة، والذخائر، والمركبات إلى العراق. ملاحظاتي ومذكراتي ووثائق أخرى في ملفات NSC تظهر أو تبين أن وكالة الاستخبارات المركزية عرفت الأسلحة العسكرية والذخائر والمركبات العسكرية التي صدرت من خارج الولايات المتحدة وأقرتها وساعدت في بيعها.
ولم يُعرف بعد المدى الكامل لهذه التحويلات السرية. يتم الاحتفاظ علی ملفات تيتشر في هذا الموضوع بشكل آمن في مكتبة رونالد ريغان الرئاسية والعديد من الوثائق الأخرى عصر ريجان التي يمكن أن تساعد على تألق الضوء الجديد على هذا الموضوع لا تزال سرية. ورفض تيتشر مناقشة تفاصيل الشهادات مع واشنطن بوست قبل وقت قصير من غزو العراق عام 2003.
وحول اثنين من كل سبعة تراخيص لتصدير مواد التكنولوجيا «ذات الاستخدام المزدوج» التي وافقت عليها وزارة التجارة الأمريكية بين عامي 1985 و 1990 «إما مباشرة إلى القوات المسلحة العراقية (أو المستخدمين النهائيين العراقيين العاملين في إنتاج الأسلحة)، أو إلى شركات عراقية مشتبهة في أنها تحول التكنولوجيا» إلى أسلحة الدمار الشامل، وذلك وفقا للتحقيق الذي أجراه رئيس لجنة الولايات المتحدة المعنية بالخدمات المالية هنري ب جونزاليس. وتكشف ملفات إدارة التجارة السرية أيضا أن إدارتي ريغان وبوش وافقتا على ما لا يقل عن 80 صادرات مباشرة إلى الجيش العراقي شملت أجهزة الكمبيوتر، ومعدات الاتصالات، والملاحة الجوية ومعدات الرادار.

### الدعم المعلوماتي والاستخباراتي

#### التخطيط القتالي والاستخبارات في ساحة المعركة
وقدم أكثر من 60 ضابطًا من وكالة استخبارات الدفاع الأمريكية المساعدة في التخطيط القتالي، كما قدمت الولايات المتحدة معلومات استخباراتية عن ساحة المعركة، بما في ذلك صور الأقمار الصناعية، لجيش صدام حسين.

#### الأطراف المعنية
وفقا لروس بيكر، الذي كتب في مجلة كولومبيا جورناليزم ريفيو، فإن "شبكة واسعة" مقرها في الولايات المتحدة وأماكن أخرى، غذت قدرات العراق الحربية حتى أغسطس 1990، عندما غزا صدام الكويت.

#### تقديم المشورة التكتيكية
وتمشيا مع التوجيه الرئاسي، بدأت الولايات المتحدة تقديم المشورة التكتيكية في ساحة المعركة للجيش العراقي. يقول آلان فريدمان، «إن الرأي السائد» هو أنه إذا أرادت واشنطن منع النصر الإيراني، فسيتعين عليها أن تشارك بعض صورها الاستخبارية الأكثر حساسية مع صدام.
 في بعض الأحيان، وبفضل الدعم السري من البيت الأبيض لتبادل المعلومات الاستخباراتية، تم إرسال ضباط المخابرات الأمريكية إلى بغداد للمساعدة في تفسير معلومات الأقمار الصناعية. وبينما اضطلع البيت الأبيض بدور نشط على نحو متزايد في مساعدة صدام سرا على توجيه قواته المسلحة، قامت الولايات المتحدة ببناء مرفق مكلف ذي تكنولوجيا فائقة في بغداد لتوفير جهاز استقبال مباشر للوصلة الهابطة للاستخبارات الساتلية وتحسين معالجة المعلومات.:27

 وقد توسع الالتزام العسكري الأمريكي الذي بدأ بمشاركة الاستخبارات بسرعة وبشكل خفي خلال الحرب الإيرانية العراقية. وأوضح مسؤول سابق في البيت الأبيض أنه «بحلول عام 1987، كان شعبنا يقدم في الواقع مشورة عسكرية تكتيكية للعراقيين في ساحة المعركة، وأحيانا يجدون أنفسهم على الحدود الإيرانية، جنبا إلى جنب مع القوات العراقية.»:38
واستخدم العراق هذه المعلومات لاستهداف المواقف الإيرانية بالأسلحة الكيماوية، كما يقول السفير غالبريث.

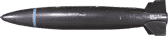
قنبلة مارك 84: نقلت السعودية إلى العراق مئات من «القنابل البكم».

وقال العقيد المتقاعد في الجيش الكولونيل وولتر باتريك لانغ، ضابط الاستخبارات العسكرية في وكالة الاستخبارات الدفاعية التابعة للولايات المتحدة آنذاك، أن «استخدام الغاز في ساحة المعركة من قبل العراقيين لم يكن مصدر قلق استراتيجي عميق» لريغان ومساعديه، لانهم «كانوا يائسين للتأكد من ان العراق لم يخسر».
وكشف لانج عن ان أكثر من 60 ضابطا من وكالة المخابرات الدفاعية يقدمون سرا معلومات مفصلة حول عمليات الانتشار الإيرانية. وحذر من ان مطار الدوحة الدولى «لن يقبل ابدا استخدام الاسلحة الكيماوية ضد المدنيين، بيد ان الاستخدام ضد الاهداف العسكرية كان لا مفر منه في الكفاح العراقى من اجل البقاء». لم تتوقف إدارة ريغان عن مساعدة العراق بعد تلقي تقارير تؤكد استخدام الغاز السام على المدنيين الأكراد.
يقول جوست ر. هيلترمان أنه عندما قام الجيش العراقي بتحويل أسلحته الكيميائية على الأكراد خلال الحرب، مما أسفر عن مقتل ما يقرب من 5000 شخص في مدينة حلبجة وإصابة آلاف آخرين، سعت إدارة ريغان في الواقع إلى إخفاء مسؤولية القيادة العراقية من خلال اقتراح غير دقيق، أن الإيرانيين ربما نفذوا الهجوم.
يأمر الرئيس ريغان وزارة الدفاع ووكالة المخابرات المركزية بتزويد الجيش العراقي بمعلومات استخباراتية ونصائح ومعدات للمعركة بعد أن نصحه مدير وكالة المخابرات المركزية ويليام كيسي بذلك.

### اکتساب المعدات الأجنبية وقطع الغيار
مع الحظر الذي فرضته الأمم المتحدة على الأطراف المتحاربة، ومعارضة الاتحاد السوفيتي للصراع، وجد المهندسون العراقيون صعوبة متزايدة في إصلاح واستبدال الأجهزة المتضررة في المعركة.
وفقا لكينيث تيمرمان «ان صدام كان يتوقع نتيجة مباشرة واحدة من غزوه لايران: تعليق امدادات الاسلحة من الاتحاد السوفياتي».
وساعدت الولايات المتحدة العراق من خلال برنامج المساعدات العسكرية المعروف باسم «قطع الغيار»، حيث أن الجيش الأمريكي "تأكد من أن قطع الغيار والذخائر للأسلحة السوفياتية أو علی طراز السوفياتية كانت متاحة للبلدان التي سعت إلى تقليل اعتمادها على السوفيات. وفقا لإعلان محكمة هوارد تيتشر لليمين الدستورية:
إذا تم تصنيع «قطع الغيار» خارج الولايات المتحدة، فإن الولايات المتحدة يمكن أن ترتب لتوفير هذه الأسلحة إلى بلد ثالث دون مشاركة مباشرة. فعلى سبيل المثال، تملك إسرائيل مخزونا كبيرا جدا من الأسلحة والذخائر السوفياتية التي استولت عليها خلال حروبها المختلفة. وبناء على اقتراح من الولايات المتحدة، سيحول الإسرائيليون قطع الغيار والأسلحة إلى بلدان ثالثة... وبالمثل، قامت مصر بتصنيع الأسلحة وقطع الغيار من التصاميم السوفيتية وقدمت هذه الأسلحة والذخائر إلى العراقيين وبلدان أخرى.
لا يعرف القليل عن هذا البرنامج إلا أن التفاصيل لا تزال نادرة.

### الصادرات ذات الاستخدام المزدوج

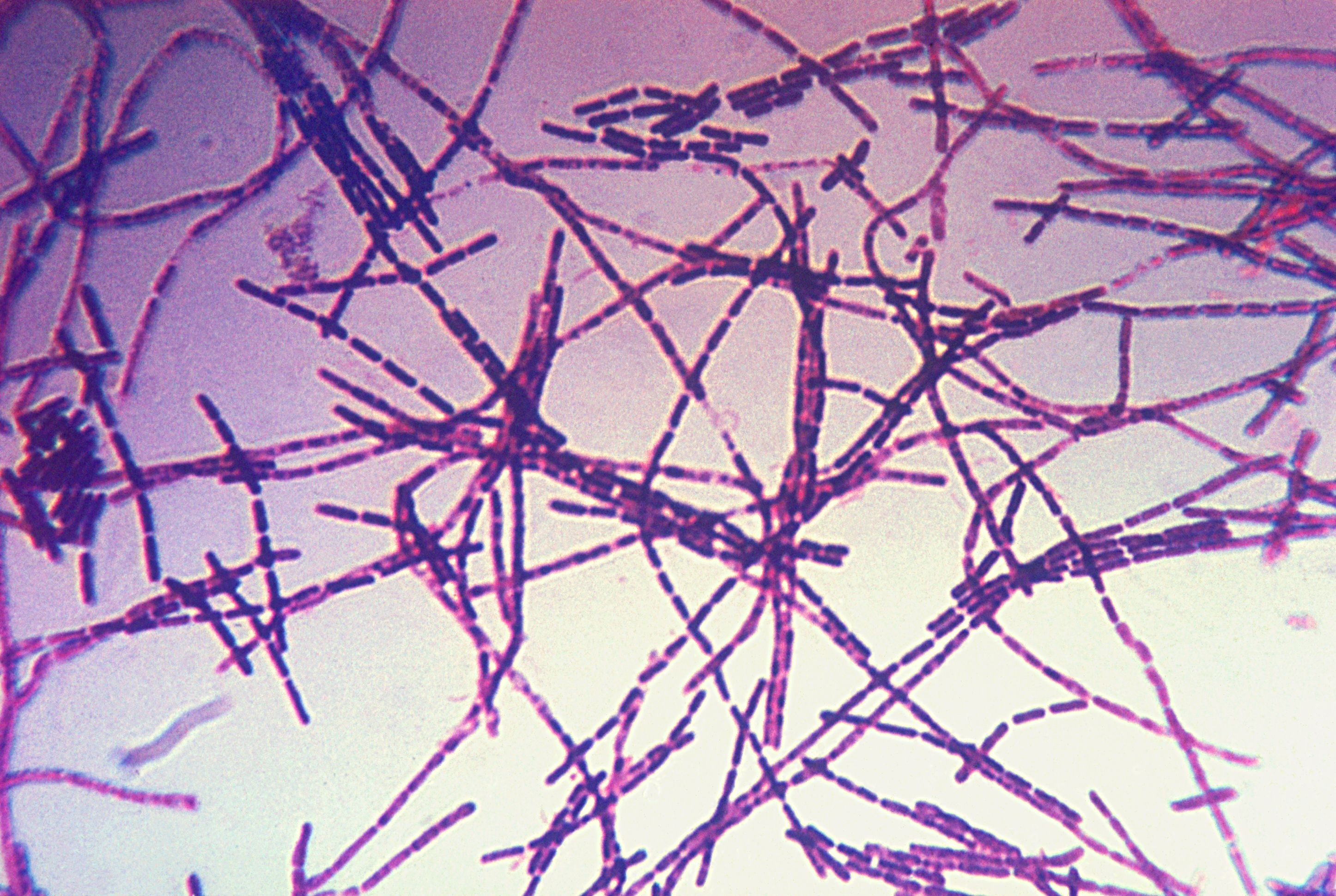
واشار خبير الاسلحة البيولوجية البريطاني ديفيد كيلي إلى ان العراق اشترى 8 سلالات من الجمرة الخبيثة من الولايات المتحدة عام 1985. استقر الجيش العراقي على سلالة جمع الأنواع الأمريكية 14578 باعتبارها سلالة حصرية لاستخدامها كسلاح بيولوجي، وفقا لتشارلز دولفر.

وفي التاسع من شباط/فبراير 1994، قدم السناتور ريجل تقريرا يعرف باسم تقرير ريجل، حيث ذكر أنه "تم تصدير" مسببات الأمراض "(بمعنى "إنتاج المرض")، والمسببة للتسمم (بمعنى" سامة ") وغيرها من المواد البحثية البيولوجية إلى العراق عملا بالتطبيق والترخيص من قبل وزارة التجارة الأمريكية. وأضافت أن "هذه المواد البيولوجية المصدرة لم تكن موهنة أو ضعيفة وكانت قادرة على التكاثر". ثم قام التقرير بتفصيل 70 شحنة (بما في ذلك عصيات الجمرة الخبيثة) من الولايات المتحدة إلى وكالات حكومية عراقية على مدى ثلاث سنوات، وخلص إلى أن "هذه الكائنات الدقيقة التي تصدرها الولايات المتحدة كانت مماثلة لتلك التي اكتشفها المفتشون الدوليون وتعافوا من العراق برنامج الحرب البيولوجية".
وقال دونالد ريجل، رئيس لجنة مجلس الشيوخ التي أعدت تقرير ريجل المذكور:
وكان مفتشو الامم المتحدة قد حددوا العديد من المواد المصنوعة من الولايات المتحدة والتي تم تصديرها من الولايات المتحدة إلى العراق بموجب تراخيص صادرة عن وزارة التجارة، و [أکدوا] ان هذه المواد كانت تستخدم لتعزيز تطوير العراق للأسلحة الكيميائية والنووية وبرامج التنمية لنظام تسليم الصواريخ... ووافقت السلطة التنفيذية في حكومتنا على 771 رخصة تصدير مختلفة لبيع التكنولوجيا ذات الاستخدام المزدوج إلى العراق. وأعتقد أن هذا سجل مدمر.
وفقا لمحققي ريجل ان المراكز الأميركية لمكافحة الأمراض أرسلت 14 عاملة منفصلة «ذات أهمية الحرب البيولوجية».

### الدعم الدبلوماسي

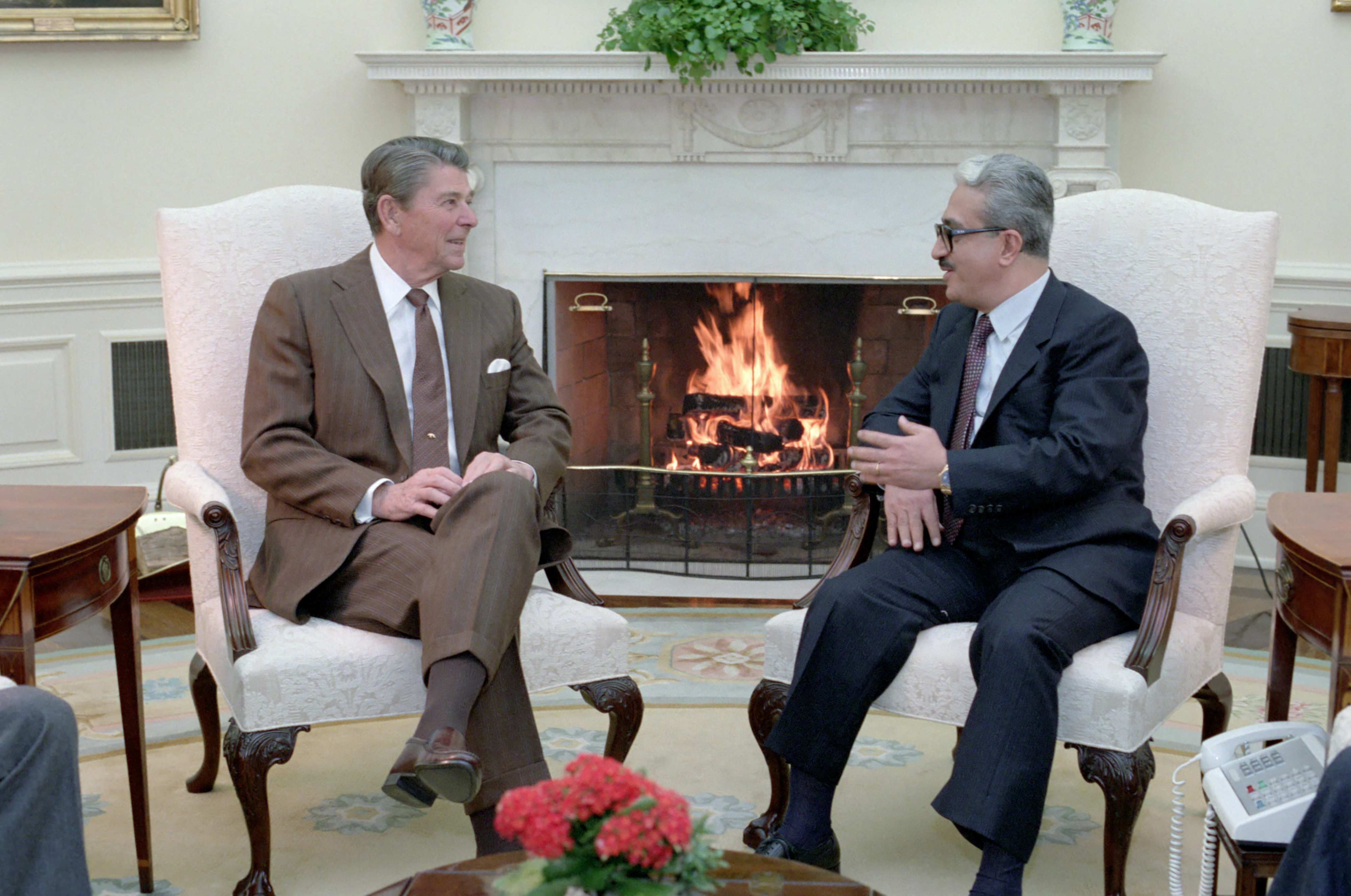
رونالد ريغان يستضيف وزير الخارجية العراقي آنذاك طارق عزيز من إدارة صدام حسين في البيت الأبيض، 1984

وفي عام 1984، قدمت إيران مشروع قرار إلى مجلس الأمن التابع للأمم المتحدة، مستشهدا ببروتوكول جنيف لعام 1925، الذي يدين استخدام العراق للأسلحة الكيميائية في ساحة المعركة. أمرت الولايات المتحدة مندوبها لدى الأمم المتحدة بالضغط على الممثلين الصديقين لدعم اقتراح بعدم اتخاذ «قرار» بشأن استخدام العراق للذخائر الكيميائية. إذا كان يمكن الحصول على دعم لمنع القرار، ثم كان الوفد الأمريكي تتقدم وتصوت لصالح اتخاذ إجراء صفر؛ إذا لم يكن الدعم مقبولا، فإن المندوب الأمريكي سوف يمتنع عن التصويت تماما:
يجب على USDEL العمل على تطوير موقف غربي عام لدعم اقتراح «عدم اتخاذ قرار» بشأن مشروع القرار الإيراني بشأن استخدام العراق للأسلحة الكيميائية من قبل العراق. وإذا حصل مثل هذا الاقتراح على دعم ورعاية معقولين وواسعين، يجب على USDEL التصويت لصالح. وفي حالة فشل الدعم الغربي ل «عدم اتخاذ قرار»، يجب على USDEL الامتناع عن التصويت.
وقال ممثلو الولايات المتحدة إن لجنة الأمم المتحدة لحقوق الإنسان «منتدى غير مناسب» للنظر في مثل هذه الانتهاكات. ووفقا ل جويس باتل، أصدر مجلس الأمن في نهاية المطاف «بيانا رئاسيا» يدين استخدام الأسلحة غير التقليدية «دون تسمية العراق بأنه الطرف المسيء».

## الأطراف المعنية
ووفقا لروس بيكر، الذي يکتب في مجلة مراجعة كولومبيا (کولومبيا ريفيو)، وهي «شبكة واسعة» مقرها في الولايات المتحدة وأماكن أخرى، تغذّي قدرات العراق المتحاربة حتى أغسطس 1990 عندما غزا صدام الكويت.

### ساركيس سوغاناليان
كتب آلان فريدمان أن ساركيس سوغاناليان، أحد تجار الأسلحة الأكثر شهرة خلال الحرب الباردة، اشتری أسلحة الكتلة الشرقية والأسلحة فرنسية الأصل، وتوسطت صفقات واسعة مع العراق، بموافقة ضمنية من وكالة المخابرات المركزية.
وأبرز تاجر الأسلحة هو ساركيس سوغاناليان، وهو مقاول سابق في وكالة المخابرات المركزية (CIA) ومقره ميامي، قام بوساطة عشرات المليارات من الدولارات من المعدات العسكرية للعراق خلال الثمانينات، وأبلغ عن العديد من معاملاته للمسؤولين في واشنطن. سوغاناليان كان قريبا من القيادة العراقية وضباط المخابرات وغيرهم في إدارة ريغان. في العديد من النواحي كان تجسيدا حيويا لسياسة الإنكار، يخدم بمثابة قناة رئيسية لوكالة المخابرات المركزية وغيرها من عمليات الحكومة الأمريكية. p. 36
وفي مقابلة مع وليام كيستنر، ذكر سوغاناليان أنه «يعمل عن كثب مع الحكومة الأمريكية». ووفقا لتيمرمان، ساعد سوغاناليان العراقيين أيضا على الحصول على صواريخ مضادة للدبابات من طراز تاو، حيث تمت محاكمته لاحقا من قبل وزارة العدل الأمريكية.

### بانكا نازيونال ديل لافورو
وكشفت فضيحة «بوابة العراق»(الذي يشير إلى ادعاءات بأن الرئيسين رونالد ريغان وجورج بوش عزّزا حق العراق العسكرى حتى غزو صدام حسين للكويت في عام 1990. وقد يشير أيضا «دعم الولايات المتحدة للعراق خلال الحرب الإيرانية العراقية») أن أحد فروع أکبر بنك في إيطاليا، بانكا نازيونال ديل لافورو، في أتلانتا ولاية جورجيا، يعتمد جزئيا على قروض مضمونة من قبل دافعي الضرائب الأمريكيين لتحويل 5 مليارات دولار إلى العراق في الفترة من 1985 إلى 1989. وفي آب / أغسطس 1989، عندما قام عملاء مكتب التحقيقات الفدرالي(أف.بي.آي) بمهاجمة فرع أتلانتا لبانكا نازيونال ديل لافورو (BNL)، اتهم مدير الفرع كريستوفر دروغول بتقديم قروض غير مصرح بها وسرية وغير مشروعة إلى العراق - تم استخدام بعض منها، وفقا لقرار اتهامه، لشراء الأسلحة وتكنولوجيا الأسلحة.
ووفقا لصحيفة فايننشال تايمز، فإن الشركات التي شاركت في هذه الفضيحة عن طريق شحن التكنولوجيا المفيدة العسكرية إلى العراق هي هيوليت باكارد، تكترونكس، وفرع ماتريكس تشرشل في أوهايو.
حتى قبل بدء حرب الخليج الثانية في عام 1990، ذكرت مجلة إنتليجنسر في بنسلفانيا في سلسلة من المقالات: "إذا دخلت القوات الأمريكية والعراقية في القتال في الخليج الفارسي، فإن تكنولوجيا الأسلحة التي تم تطويرها في لانكستر والتي تباع بشكل غير مباشر إلى العراق ستستخدم على الأرجح ضد القوات الأمريكية. ... وما ساعد في ذلك ... أنه تمّ نقل التكنولوجيا بواسطة شركة ماتريكس تشرشل للأدوات الدقيقة التي کانت مملوكة للعراقيين ومقرّها بريطانيا، والتي ارتبطت عملياتها الأمريكية في أوهايو مؤخرا بشبكة متطورة لشراء الاسلحة العراقية.
وأبلغ كينيث تيمرمان لجنة مجلس الشيوخ المعنية بالبنوك والإسكان والشؤون الحضرية «أن منشأة واحدة بالكامل، -وهو مصنع لتصنيع كربيد التنغستن كان جزءا من مجمع الاثير- قد انفجرت من قبل الوكالة الدولية للطاقة الذرية في نيسان/أبريل 1992 لأنها في قلب برنامج الأسلحة النووية العراقية السري، بيسي-3، ويبدو أن معدات هذا المصنع قد تم توريدها من قبل شركة لاتروب وبنسلفانيا وكيناميتال وعدد كبير من الشركات الأمريكية الأخرى بتمويل من فرع أتلانتا لبنك بانكا نازيونال ديل لافورو (BNL)».
وبصرف النظر عن صحيفة نيويورك تايمز، لوس انجليس تايمز، وتيد كوبيل أي بي سي، فإن قصة «بوابة العراق» لم تكتسب زخما كبيرا، على الرغم من أن الكونغرس الأميركي أصبح متورطا في هذه الفضيحة. انظر مقال الصحفي وليام سافير، قدم في سجل الكونغرس من قبل توم لانتوس.
وعلى النقيض من ذلك، نقلت شركة الكولاك الدولية، وهي شركة في ميريلاند، ثيوديغليكول وهو سلائف غاز الخردل، إلى العراق. وتمت مقاضاة الكولاك بنجاح بسبب انتهاكاتها لقانون مراقبة الصادرات.

### فهرس الشركات الأمريكية
وفقا لصحيفة داي تاغزيتونغ اليومية الألمانية التي ذكرت أنها استعرضت نسخة غير خاضعة للرقابة من الإعلان العراقى الذي يضم 11 ألف صفحة إلى مجلس الأمن الدولى في عام 2002، فإن ما يقرب من 150 شركة أجنبية تدعم برنامج صدام حسين لأسلحة الدمار الشامل. واشتركت 24 شركة أمريكية في تصدير مواد إلى بغداد. وقدمت مجلة لا ويكلي في مايو 2003 قائمة أطول من الشركات الأمريكية ومشاركتها في العراق.

## تطوير الطاقة والأمن

### مشروع خط أنابيب العقبة

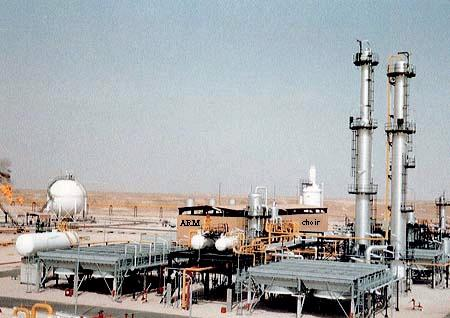

وقد دعمت حكومة الولايات المتحدة بناء خط أنابيب نفطي جديد يمتد غربا من العراق عبر الأراضي إلى مدينة العقبة الأردنية، مما يسمح بالوصول من البحر الأحمر. وكانت شركة بكتل هي المقاول الرئيسي لهذا المشروع. وناقش دونالد رامسفيلد مزايا خط الانابيب شخصيا مع صدام حسين في عام 1983. ولكن مشروع العقبة لم يسبق له أن يتجاوز لوحة الرسم بسبب قربها من إسرائيل، والتي أصر عليها المخططون.
ولو يتم تشغيل خط الأنابيب على مقربة من الحدود الإسرائيلية، ستخشى القيادة العراقية من أن يتمكن الجانب الإسرائيلي من تعطيل خط الأنابيب في وقت لاحق، وذلك ببساطة عن طريق «الضغط على عدد قليل من القنابل اليدوية».

## حرب الناقلات والتدخل العسكري الأمريكي
بدأت حرب الناقلات عندما هاجم العراق الناقلات الإيرانية ومحطة النفط في جزيرة خرج عام 1984. وردا علی هذه الهجمات، قامت إيران بمهاجمة صهاريج تحمل نفطا عراقيا من الكويت ثم أي ناقلة من دول الخليج الفارسي تدعم العراق.

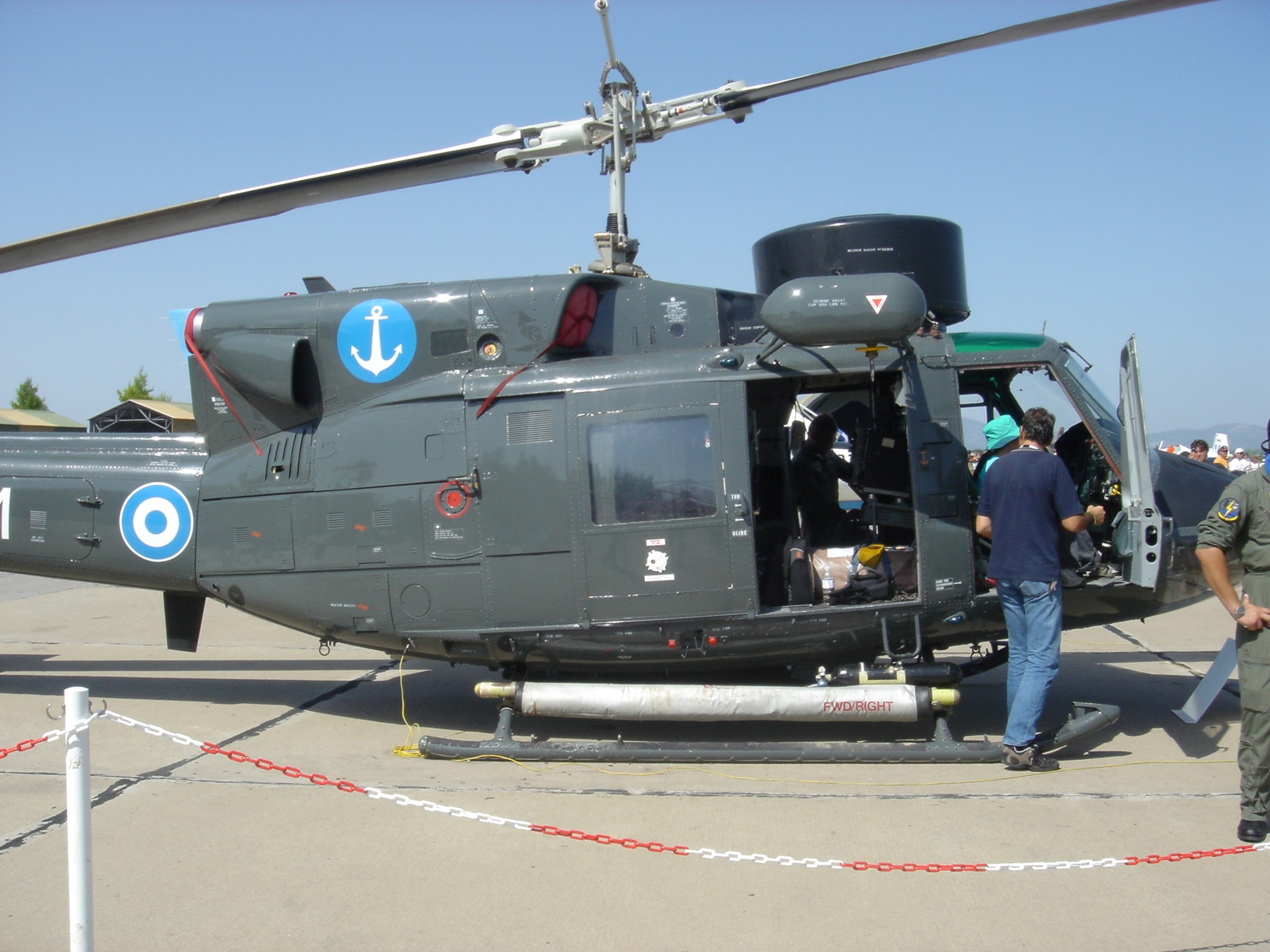
بيل يو إتش-1إن توين هيوي: باعت الشركة الإيطالية التابعة لبيل للمروحيات طائرات هليكوبتر عسكرية عراقية مخصصة للحرب المضادة للغواصات. هذه الصفقة احتاجت، وحصلت کما ينبغي موافقة الحكومة.

وفي 14 أبريل / نيسان 1988، أصيبت فرقاطة يو إس إس صامويل ب. روبرتس بأضرار بالغة بسبب منجم إيراني. وردت القوات الأمريكية على عملية برايينج مانتيس يوم 18 أبريل، وهي أكبر مشاركة للبحرية الأمريكية في السفن الحربية السطحية منذ الحرب العالمية الثانية. وقد دمرت سفينتان إيرانيتان، مما اسفر عن مقتل 55 بحارا في العملية، واسقطت مروحية اميركية اسفرت عن مقتل الطيارين.
ويؤكد عدد من الباحثين والعسكريين السابقين أن الولايات المتحدة قامت بعمليات سوداء ضد أهداف عسكرية إيرانية خلال الحرب. وقال المقدم روجر تشارلز، الذي عمل في مكتب وزير الدفاع في البنتاغون، إن البحرية استخدمت زوارق دورية من طراز مارك الثالث أثناء الليل، بهدف إغراق الزوارق الإيرانية بعيدا عن المياه الإقليمية، حيث يمكنهم وإطلاق النار عليها وتدميرها. «انطلقوا في الليل وقاموا بتزوير أضواء جريئة كاذبة بحيث يبدو من مسافة بعيدة أن هناك سفينة تجارية يريد الإيرانيون تفتيشها».
واستخدمت المعلومات التي تم جمعها من عملية المثلجة الهشة وهو برنامج سري لجمع المعلومات الاستخبارية، لتفجير مصانع في داخل إيران من قبل وكالة المخابرات المركزية.

### حادثة يو اس اس ستارك
هاجمت مقاتلة نفاثة عراقية بطريق الخطأ «فرقاطة يو إس إس ستارك» في أيار / مايو 1987، مما أسفر عن مقتل 37 جنديا وجرح 21 آخرين. ولكن الاهتمام في واشنطن كان على عزل إيران؛ وقبولا لاعتذار صدام حسين عن هذا الخطأ، انتقد البيت الأبيض التعدين الإيراني للمياه الدولية، وفي أكتوبر 1987، هاجمت الولايات المتحدة منصات النفط الإيرانية ردا على هجوم إيراني على ناقلة النفط الكويتية «سي إيسل سيتي» التي تحمل علم الولايات المتحدة.

### المصالح طويلة الأجل
وفي تشرين الأول / أكتوبر 1989، وقع الرئيس بوش على الاتفاقية رقم 26، التي تبدأ، "إن الوصول إلى نفط الخليج الفارسي وأمن الدول الصديقة الرئيسية في المنطقة أمر حيوي للأمن الوطني الأمريكي". وفيما يتعلق بالعراق، ذكر التوجيه أن "العلاقات الطبيعية بين الولايات المتحدة والعراق ستخدم مصالحنا على المدى الطويل، وستعزز الاستقرار في الخليج الفارسي والشرق الأوسط.